# Rudolf Degermark
Rudolf Degermark (19 luglio 1886 – 21 maggio 1960) è stato un ginnasta svedese.

## Palmarès

### Olimpiadi
- Oro a Londra 1908 nel concorso a squadre.